# يوتسويا (محطة)

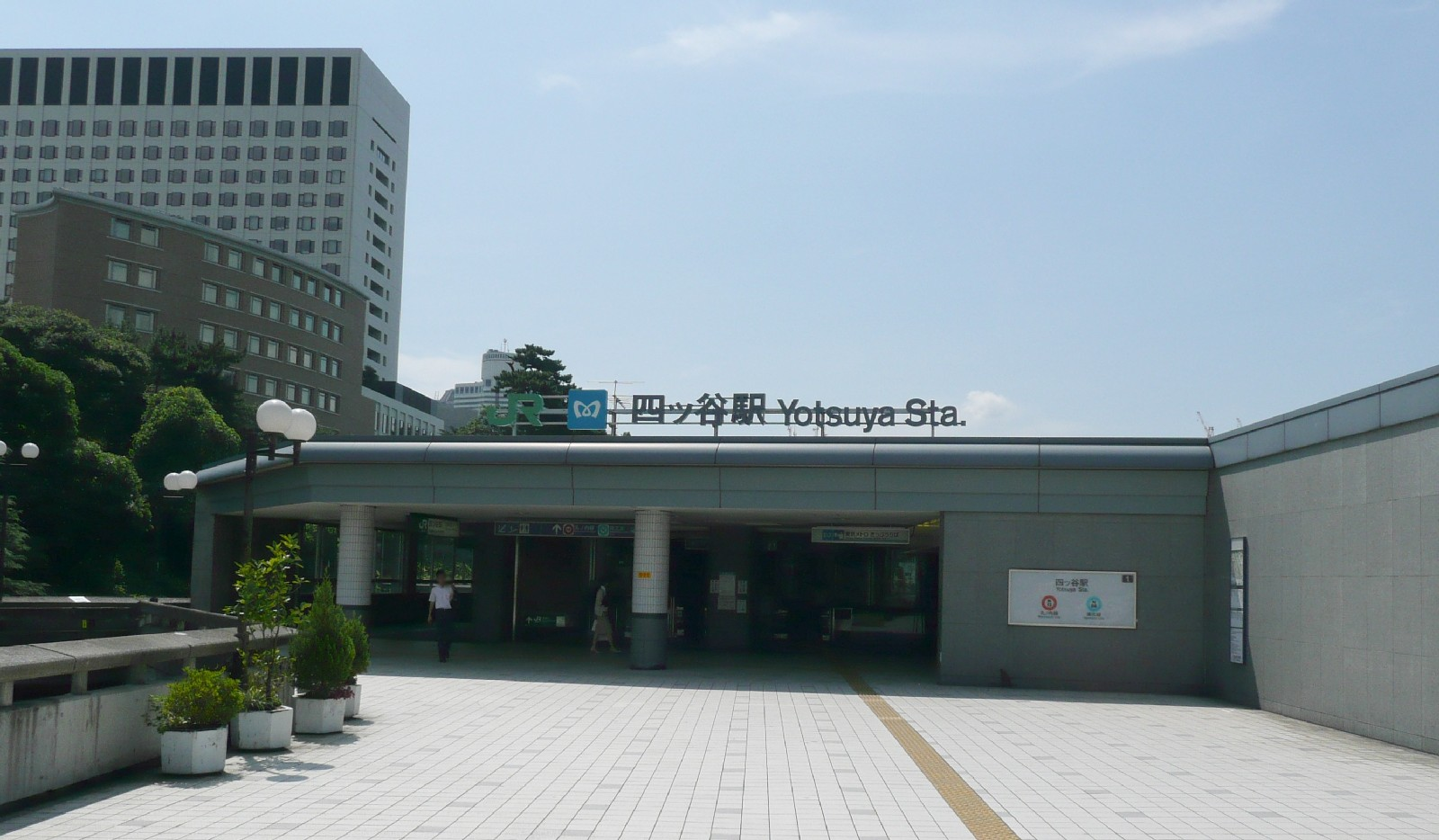
مدخل محطة يوتسويا

محطة يوتسويا (باليابانية: 四ツ谷駅، يوتسويا-إكي) هي محطة قطار تقع في شينجوكو، طوكيو، اليابان، على الحدود بين شينجوكو وتشيودا، متاخمةً جامعة صوفيا، وبيت ضيوف الدولة، في حي يوتسويا.

## التاريخ
تم افتتاح محطة يوتسويا في عام 1894 كمحطة على خط كوبو، الذي تم تأميمه في عام 1906 ليصبح اسمه خط تشوأو. على الرغم من أن خط كوبو كان في الأصل مكون من مسار واحد، لكن الجزء المار بالمحطة تم زيادته إلى مسارين في عام 1895، وإلى أربع مسارات في عام 1929.
افتتحت مرافق خط مارونوأوتشي في عام 1959، ومرافق خط نامبوكو في عام 1996. (كانت يوتسويا المحطة الأخيرة للخط إلى أن افتتحت محطة تاميكي-ساننو في عام 1997.)

## الخطوط
- شركة شرق اليابان للسكك الحديدية (JR-East)
  - خط تشوأو السريع (Chūō Rapid Line)
  - خط تشوأو-سوبو (Chūō-Sōbu Line)
- شركة مترو طوكيو (Tokyo Metro)
  - خط مارونوأوتشي (Marunouchi Line)
  - خط نامبوكو (Namboku Line)

## المحطات المتاخمة
| «                               |                                 | الخدمة                          |                                 | »                               |
| شركة شرق اليابان للسكك الحديدية | شركة شرق اليابان للسكك الحديدية | شركة شرق اليابان للسكك الحديدية | شركة شرق اليابان للسكك الحديدية | شركة شرق اليابان للسكك الحديدية |
| ------------------------------- | ------------------------------- | ------------------------------- | ------------------------------- | ------------------------------- |
| إتشيغايا                        |                                 | خط تشوأو-سوبو محلي              |                                 | شينانوماتشي                     |
| أوتشانوميزو                     |                                 | خط تشوأو السريع                 |                                 | شينجوكو                         |
| أوتشانوميزو                     |                                 | خط تشوأو السريعليمتد            |                                 | شينجوكو                         |
| أوتشانوميزو                     |                                 | خط تشوأو السريعأومه ليمتد       |                                 | شينجوكو                         |
| أوتشانوميزو                     |                                 | خط تشوأو السريعكميوتر           |                                 | شينجوكو                         |
| شركة مترو طوكيو 1. 2. 3.        |                                 |                                 |                                 |                                 |
| يوتسويا-سانتشومه                |                                 | خط مارونوأوتشي                  |                                 | أكاساكا-ميتسوكه                 |
| ناغاتاتشو                       |                                 | خط نامبوكو                      |                                 | إتشيغايا                        |